# La Follette (Wisconsin)
La Follette es un pueblo ubicado en el condado de Burnett en el estado estadounidense de Wisconsin. En el Censo de 2010 tenía una población de 536 habitantes y una densidad poblacional de 5,3 personas por km².

## Geografía
La Follette se encuentra ubicado en las coordenadas 45°46′10″N 92°14′38″O / 45.76944, -92.24389. Según la Oficina del Censo de los Estados Unidos, La Follette tiene una superficie total de 101.04 km², de la cual 96.03 km² corresponden a tierra firme y (4.96%) 5.01 km² es agua.

## Demografía
Según el censo de 2010, había 536 personas residiendo en La Follette. La densidad de población era de 5,3 hab./km². De los 536 habitantes, La Follette estaba compuesto por el 78.17% blancos, el 0.56% eran afroamericanos, el 18.84% eran amerindios, el 0.37% eran asiáticos, el 0% eran isleños del Pacífico, el 0% eran de otras razas y el 2.05% pertenecían a dos o más razas. Del total de la población el 1.12% eran hispanos o latinos de cualquier raza.